# WWE Clash
WWE Clash, originalmente conhecido como Clash at the Castle, é um evento recorrente de luta livre profissional produzido pela empresa americana WWE. É transmitido ao vivo e está disponível apenas através de pay-per-view (PPV) e plataformas de transmissão ao vivo da WWE e apresenta lutadores das divisões das marcas Raw e SmackDown. Estabelecido em 2022, os eventos são realizados em países europeus e o título original do evento fazia referência aos castelos encontrados na cidade-sede ou nos arredores.
O evento inaugural foi realizado em setembro de 2022 em Cardiff, País de Gales, com seu nome fazendo referência ao Castelo de Cardiff. Este também foi o primeiro evento PPV e de transmissão ao vivo da WWE realizado no Reino Unido desde o Insurrextion em 2003, e o primeiro evento da WWE em estádio no Reino Unido desde o SummerSlam de 1992. O evento retornou em junho de 2024 em Glasgow, Escócia, com seu título fazendo referência aos diversos castelos encontrados em Glasgow e arredores. Este também foi o primeiro evento PPV e de transmissão ao vivo da WWE realizado na Escócia. O evento de 2025, conhecido como "Clash in Paris", acontecerá em agosto de 2025 em La Défense, Nanterre, França, marcando o primeiro evento da WWE na área metropolitana de Paris e encurtando o título do evento para "Clash".

## História
Em setembro de 2022, a promoção americana de wrestling profissional WWE organizou um evento pay-per-view (PPV) e transmissão ao vivo no Reino Unido (UK) chamado Clash at the Castle. Foi realizado em Cardiff, País de Gales, no Estádio do Principado e seu nome era uma referência ao Castelo de Cardiff, situado próximo ao estádio. Isto marcou o primeiro grande evento em estádio da empresa a ser realizado no Reino Unido em 30 anos. Embora o último grande evento da WWE a acontecer no Reino Unido tenha sido o Insurrextion de 2003, o último grande evento da promoção a ser realizado em um estádio no Reino Unido foi o SummerSlam de 1992 no Estádio de Wembley original. A WWE planejou originalmente sediar o evento no atual Estádio de Wembley; no entanto, eles receberam mais dinheiro para sediar o evento no Estádio do Principado. O evento foi marcado pela traição de Dominik, filho de Rey Mysterio, que se virou contra seu pai e Edge. Além disso, houve a última aparição de Adrian Street na WWE e a estreia de Solo Sikoa no plantel principal.
Depois de quase dois anos, foi anunciado que um segundo Clash at the Castle aconteceria em 15 de junho de 2024, e seria realizado no OVO Hydro em Glasgow, Escócia, marcando o primeiro PPV e evento de transmissão ao vivo da WWE a ser realizado. no país, bem como estabelecer o Clash at the Castle como um evento recorrente no Reino Unido. Ao contrário do evento original, o título do evento de 2024 não faz referência a nenhum castelo específico em Glasgow, sendo uma referência geral aos diversos castelos encontrados na cidade e arredores.
Em 29 de janeiro de 2025, a WWE anunciou um terceiro evento intitulado Clash in Paris, que será realizado em 31 de agosto na Paris La Défense Arena, em La Défense, Nanterre, França, marcando o primeiro evento da WWE na área metropolitana de Paris. O nome do evento foi reduzido para simplesmente "Clash", consolidando-o ainda mais como um evento recorrente na Europa. Além disso, um episódio do Raw será realizado no mesmo local no dia seguinte ao evento, em 1º de setembro de 2025.

## Eventos
| 1                                                     | Clash at the Castle (2022)    | 3 de setembro de 2022 | Cardiff, País de Gales       | Estádio do Principado  | Roman Reigns (c) vs. Drew McIntyre pelo Campeonato Indiscutível Universal da WWE | [ 8 ]  |
| 2                                                     | Clash at the Castle: Scotland | 15 de junho de 2024   | Glasgow, Escócia             | OVO Hydro              | Damian Priest (c) vs. Drew McIntyre pelo Campeonato Mundial dos Pesos Pesados    | [ 9 ]  |
| 3                                                     | Clash in Paris                | 31 de agosto de 2025  | La Défense, Nanterre, França | Paris La Défense Arena |                                                                                  | [ 10 ] |
| (c) – refere-se ao(s) campeão(es) que vão para a luta |                               |                       |                              |                        |                                                                                  |        |